# Gottfried von der Goltz
Gottfried von der Goltz (né le 1er juin 1964 à Wurtzbourg) est un violoniste et chef d'orchestre allemand.

## Biographie
Après un premier apprentissage auprès de son père Conrad von der Goltz et de Ramy Shevelov à Hanovre, il poursuit ses études à la Juilliard School et avec Rainer Kussmaul à Fribourg-en-Brisgau.
À 21 ans, il entre dans l'Orchestre symphonique de la NDR. Il devient ensuite le chef de l'ensemble et le premier violon du Freiburger Barockorchester. De 1997 à 2004, il est professeur de violon baroque à l'École supérieure de musique de Wurtzbourg (de). Il donne depuis octobre 2004 des cours de violon baroque et moderne à l'Université de musique de Fribourg.
Il est le frère de la violoncelliste Kristin von der Goltz.